# Vicente Torregrosa Manrique
Vicente Torregrosa Manrique   (Alacant, 13 de juliol de 1933 - Barcelona, octubre 1985) Va ser un autor de còmics i en menor mesura publicista, signava amb el seu primer cognom, Torregrosa, Va treballar principal-ment per l'Editorial Bruguera, alguns dels seus treballs foren a la revista El Capitán Trueno Extra, El Sheriff King i en el còmic d'humor Polvorilla y Castorín. Va treballar pel mercat exterior a través de l'agència de còmics de Bruguera, Creaciones Editoriales. Per Anglaterra va dibuixar còmic bèl·lic, per França còmic femení i per Alemanya còmic infantil, terror i d'aventures. La més emblemàtica de les col·laboracions va ser a la sèrie Joyas Literarias Juveniles, dibuixant les adaptacions de 20.000 leguas de viaje submarino, Los hijos del capitán Grant, La isla del tesoro, La vuelta al mundo en ochenta días, entre d'altres.